# NGC 5143
NGC 5143 ist eine 15,8 mag helle Balkenspiralgalaxie vom Hubble-Typ SBd im Sternbild der Jagdhunde.
Sie wurde am 17. April 1855 vom irischen Astronomen R. J. Mitchell entdeckt, einem Assistenten von William Parsons.